# 名古屋市立楠西小学校
名古屋市立楠西小学校（なごやしりつ くすのきにししょうがっこう）は、愛知県名古屋市北区会所町にある公立小学校。

## 歴史

### 沿革
- 1973年（昭和48年） 開校 体育館兼講堂完成[WEB 1]
- 1975年（昭和50年） 4階2教室完成[WEB 1]
- 1978年（昭和53年） 観察池完成[WEB 1]
- 1979年（昭和54年） 交通安全子供自転車大会 北区優勝（7年連続）[WEB 1]
- 1980年（昭和55年） 市教委より研究委託（創意活動）[WEB 1]
- 1981年（昭和56年） 防音空調完成[WEB 1]
- 1982年（昭和57年） 10周年式典・校旗作成[WEB 1]
- 1985年（昭和60年） 防球ネット完成[WEB 1]
- 1987年（昭和62年） クラブ室新設[WEB 1]
- 1988年（昭和63年） 文化的学校環境整備工事完了（友情のプロムナード）[WEB 1]
- 1989年（平成元年） コンピュータ室完成[WEB 1]。隣接地に学校公園として、会所公園が整備される[1]。
- 1993年（平成5年） 校舎大規模改修工事完了[WEB 1]
- 1995年（平成7年） プール改修工事・解体・完成[WEB 1]
- 1997年（平成9年） 運動場改修工事礫間貯留施設 日時計設置工事[WEB 1]
- 2000年（平成12年） 障害児学級（さくら学級）設置[WEB 1]
- 2002年（平成14年） 新世紀学校づくり推進事業（図書館情報システム電算化）[WEB 1]
- 2007年（平成19年） 学力向上パイロット事業[WEB 1]
- 2008年（平成20年） 特別支援学級（さくら2）設置[WEB 1]

### 児童数の変遷
『愛知県小中学校誌』（1998年）によると、児童数の変遷は以下の通りである。
| 1973年（昭和48年） | 570人 |  |
| 1977年（昭和52年） | 675人 |  |
| 1987年（昭和62年） | 418人 |  |
| 1997年（平成9年）  | 410人 |  |

## 通学区域
- 名古屋市北区
  - 大我麻町[WEB 2]
  - 落合町（一部）[WEB 2]
  - 会所町[WEB 2]（学校所在地）
  - 喜惣治一丁目・同二丁目[WEB 2]
  - 楠町[WEB 2]
  - 玄馬町[WEB 2]
  - 新沼町[WEB 2]
  - 丸新町（一部）[WEB 2]

## 進学先中学校
- 名古屋市立楠中学校[WEB 2]

## 近隣小学校
以下2校の小学校区。
- 名古屋市立楠小学校
- 名古屋市立如意小学校

## アクセス
- 名古屋市営バス 黒川11号系統「楠西小学校東」バス停にて下車、徒歩約3分

### WEB
1. 1 2 3 4 5 6 7 8 9 10 11 12 13 14 15 16 17 18  “学校の沿革（歴史）”.   名古屋市立楠西小学校. 2015年4月26日閲覧。
2. 1 2 3 4 5 6 7 8 9  名古屋市教育委員会事務局子ども応援委員会制度担当部学校計画室計画係 (2014年9月1日). “名古屋市立小・中学校の通学区域一覧（北区）” (PDF).   名古屋市. 2015年3月28日閲覧。

### 書籍
1. ↑  名古屋の公園100年のあゆみ編集委員会 2010, pp. 129–130.
2. ↑  六三制教育五十周年記念愛知県小中学校誌編集委員会 1998, p. 292.